# شارون ماس
شارون ماس (بالإنجليزية: Sharon Maas) (1951)؛ كاتِبة وروائية بريطانية.